# Merck & Co.
Merck & Co. (ismert még: mint “MSD") egy 1891-ben New Jersey-ben alapított amerikai multinacionális gyógyszergyártó vállalat.
Eredetileg a német Merck KGaA leányvállalata volt, de az I. világháborút követően a Merck elvesztette a külföldi gyárait, közte a Merck & Co.-t is, így ma már egy teljesen önálló vállalat.
A Merck & Co. napjainkban a világ egyik legnagyobb gyógyszeripari cége.
A Merck & Co. az USA és Kanada határain kívül MSD (Merck Sharp and Dohme) néven működik.